# Гюнтер Мюллер-Штекгайм
Гюнтер Райнгольд Мюллер-Штекгайм (нім. Günther Reinhold Müller-Stöckheim; 17 грудня 1913, Брауншвейг — 16 липня 1943, Атлантичний океан) — німецький офіцер-підводник, корветтен-капітан крігсмаріне. Кавалер Лицарського хреста Залізного хреста.

## Біографія
8 квітня 1934 року вступив на флот.Служив на лінійному кораблі «Сілезія», а потім інструктором військово-морської школи в Мюрвіку. В квітні 1940 року переведений в підводний флот. В 1941 році здійснив  2 походи на підводному човні U-123 в якості вахтового офіцера. З 3 липня 1941 року — командир U-67 (Тип IX-C), на якому зробив 7 походів (провівши в морі в цілому 423 дні) в Північну і Центральну Атлантику, а також в Карибське море. 16 липня 1943 року човен був потоплений в Саргасовому морі південно-західніше Азорських островів (30°05′ пн. ш. 44°17′ зх. д.) глибинними бомбами бомбардувальника «Евенджер» з ескортного авіаносця ВМС США «Кор». 3 членів екіпажу вижили, 48 (включаючи Мюллера) загинули.
Всього за час бойових дій потопив 13 кораблів загальною водотоннажністю 72 138 тонн і пошкодив 5 кораблів водотоннажністю 29 726 тонн.
| Дата              | Назва корабля                 | Тип               | Тоннаж | Вантаж | Екіпаж | Загинули | Країна             | Конвой |
| ----------------- | ----------------------------- | ----------------- | ------ | --- | ------ | -------- | ------------------ | ------ |
| 24 вересня 1941   | St. Clair II                  | Торговий пароплав | 3,753  | 4029 тонн пальмових ядер, 3.5 тонни пальмової олії і 1 тонна інших товарів                                | 44     | 13       | Британська імперія | SL-87  |
| 16 лютого 1942    | Rafaela (пошкоджений)         | Паровий танкер    | 3,177  | Сира нафта                                                                                                | ?      | ?        | Нідерланди         |        |
| 21 лютого 1942    | Kongsgaard                    | Тепловий танкер   | 9,467  | 15 600 тонн легкої сирої нафти                                                                            | 46     | 37       | Норвегія           |        |
| 14 березня 1942   | Penelope                      | Тепловий танкер   | 8,436  | Сира нафта                                                                                                | 49     | 2        | Панама             |        |
| 16 червня 1942    | Managua                       | Торговий пароплав | 2,220  | Генеральні вантажі, включаючи калій                                                                       | 25     | 0        | Нікарагуа          |        |
| 20 червня 1942    | Nortind (пошкоджений)         | Тепловий танкер   | 8,221  | | ?      | 1        | Норвегія           |        |
| 23 червня 1942    | Rawleigh Warner               | Паровий танкер    | 3,664  | 38 909 барелів бензину                                                                                    | 33     | 33       | США                |        |
| 29 червня 1942    | Empire Mica                   | Паровий танкер    | 8,032  | 12 000 тонн пального                                                                                      | 47     | 33       | Британська імперія |        |
| 6 липня 1942      | Bayard                        | Тепловий танкер   | 2,160  | 2099 тонн генеральних вантажів і 13 транспортних засобів як палубні вантажі                               | 32     | 11       | Норвегія           |        |
| 7 липня 1942      | Paul H. Harwood (пошкоджений) | Паровий танкер    | 6,610  | Водний баласт                                                                                             | 56     | 0        | США                |        |
| 10 липня 1942     | Benjamin Brewster             | Паровий танкер    | 5,950  | 70578 барелів авіаційного газу та мастила                                                                 | 40     | 25       | США                |        |
| 13 липня 1942     | R.W. Gallagher                | Паровий танкер    | 7,989  | 80 855 барелів мазуту                                                                                     | 52     | 11       | США                |        |
| 25 жовтня 1942    | Primero                       | Торговий теплохід | 4,414  | 1500 тонн солі як баласт                                                                                  | 39     | 2        | Норвегія           |        |
| 8 листопада 1942  | Capo Olmo (пошкоджений)       | Торговий пароплав | 4,712  | 5000 тонн генеральних вантажів і 2500 тонн міді та цинку                                                  | 64     | 0        | Британська імперія |        |
| 9 листопада 1942  | Nidarland                     | Торговий пароплав | 6,132  | 8435 тонн цинкового концентрату та 179 злитків срібла                                                     | 35     | 1        | Норвегія           |        |
| 15 листопада 1942 | King Arthur                   | Торговий теплохід | 5,224  | 5200 тонн генеральних вантажів і бавовни                                                                  | 40     | 0        | Британська імперія |        |
| 18 листопада 1942 | Tortugas                      | Торговий теплохід | 4,697  | 5514 тонн генеральних вантажів, у тому числі 2200 тонн марганцевої руди, 1000 тонн джуту і 1400 тюків чаю | 38     | 0        | Норвегія           |        |
| 28 листопада 1942 | Empire Glade (пошкоджений)    | Торговий теплохід | 7,006  | | 48     | 1        | Британська імперія |        |

## Звання
- Кандидат в офіцери (8 квітня 1934)
- Морський кадет (26 вересня 1934)
- Фенріх-цур-зее (1 липня 1935)
- Оберфенріх-цур-зее (1 січня 1937)
- Лейтенант-цур-зее (1 квітня 1937)
- Оберлейтенант-цур-зее (1 квітня 1939)
- Капітан-лейтенант (1 вересня 1941)
- Корветтен-капітан (1 липня 1943)

## Нагороди
- Медаль «За вислугу років у Вермахті» 4-го класу (4 роки)
- Залізний хрест
  - 2-го класу (1 березня 1941)
  - 1-го класу (1 вересня 1941)
- Нагрудний знак підводника (4 травня 1941)
- Лицарський хрест Залізного хреста (27 листопада 1942)